# Valitor
Valitor est une société d'envergure internationale proposant des systèmes de paiements en ligne et de e-commerces. Elle offre ses services aux partenaires, marchands, banques et adhérents à travers le monde,.
Valitor, anciennement Visa Iceland, est le partenaire de Visa et Mastercard en Islande.

## Affaire Wikileaks
Le 7 décembre 2010, à la suite des révélations par WikiLeaks de télégrammes de la diplomatie américaine en février 2010 et de journaux publiés en interne par les forces armées des États-Unis qui documentent le déroulement de la guerre en Afghanistan depuis 2001 en juillet 2010, Valitor suspend les paiements de la société de données DataCell, la société qui s'occupe des donations pour Wikileaks. 
Le 12 juillet 2012 à Reykjavik, la Cour de justice ordonne à Valitor de débloquer les paiements dans les 14 jours sous peine de payer 800 000 couronnes islandaises (environ 5 079 €) par jour le délai passé. Valitor doit aussi payer les coûts de la procédure à DataCell qui s'élèvent à 1 500 000 couronnes islandaises (environ 9 523 €).
Le 24 avril 2013, la Cour suprême d'Islande, la plus haute instance dans ce pays, astreint Valitor à débloquer les paiements immédiatement sous peine de payer 204 900 $ (environ 157 663 €) par mois à Wikileaks, ce qui confirme le premier jugement. Plus aucun recours n'est possible pour Valitor.